# Bredene Koksijde Classic
La Bredene Koksijde Classic ou Bredene Coxyde Classic,(anciennement Handzame Classic jusqu'en 2018) est une course cycliste masculine sur route disputée en Flandre-Occidentale, en Belgique, et dont l'arrivée se trouve à Coxyde.
Organisée par l'association sans but lucratif De Krekedalvrienden, cette course a été créée en 2011. Elle constituait auparavant l'une des étapes des Trois Jours de Flandre-Occidentale,,.
La course a intégré l'UCI Europe Tour dès sa création en 2011, dans la catégorie 1.1. Depuis 2016, l'épreuve est une des manches de la Coupe de Belgique sur route. En 2018, elle est promue en catégorie 1.HC et ne fait plus partie de la Coupe de Belgique.
En 2019, elle quitte la ville de Handzame et change de nom pour devenir la Bredene Koksijde Classic. Elle part toujours de Bredene, mais son arrivée est située à Coxyde et non plus à Handzame. En 2020, elle intègre l'UCI ProSeries, le deuxième niveau du cyclisme international.
Depuis 2014 est organisé, en prélude à la course professionnelle, le Handzame Challenge, course Elites et Espoirs, disputée sous forme d'interclub et référencée en catégorie 1.2. À partir de 2019, cette course est remplacée par le Youngster Coast Challenge, réservé à la catégorie espoirs (moins de 23 ans).
L'édition 2020 est annulée à cause de la pandémie de Covid-19,.

## Palmarès

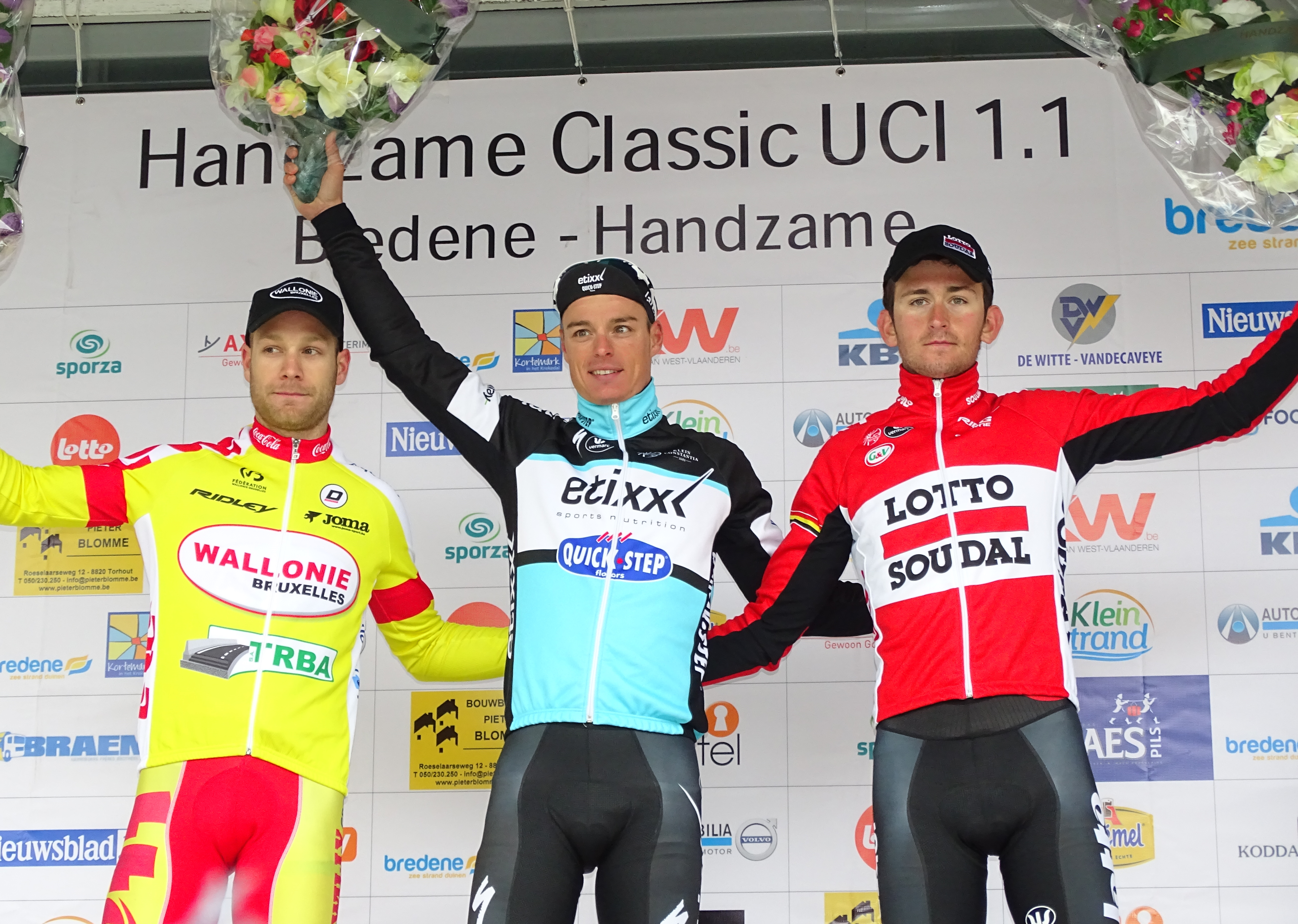
Podium de l'édition 2015 de la Handzame Classic : Antoine Demoitié (2e), Gianni Meersman (1er) et Tiesj Benoot (3e).

| Année                    | Vainqueur            | Deuxième             | Troisième        |                  |
| ------------------------ | -------------------- | -------------------- | ---------------- | ---------------- |
| Handzame Classic         |                      |                      |                  |                  |
| 2011                     | Steve Schets         | Kenny van Hummel     | Niko Eeckhout    |                  |
| 2012                     | Francesco Chicchi    | Marcel Kittel        | Adam Blythe      |                  |
| 2013                     | Kenny Dehaes         | Kenny van Hummel     | Danny van Poppel |                  |
| 2014                     | Luka Mezgec          | Theo Bos             | Edward Theuns    |                  |
| 2015                     | Gianni Meersman      | Antoine Demoitié     | Tiesj Benoot     |                  |
| 2016                     | Erik Baška           | Dylan Groenewegen    | Gianni Meersman  |                  |
| 2017                     | Kristoffer Halvorsen | Adam Blythe          | Kenny Dehaes     |                  |
| 2018                     | Álvaro Hodeg         | Kristoffer Halvorsen | Pascal Ackermann |                  |
| Bredene Koksijde Classic |                      |                      |                  |                  |
| 2019                     | Pascal Ackermann     | Kristoffer Halvorsen | Álvaro Hodeg     |                  |
| 2020                     | annulé/abandonné     | annulé/abandonné     | annulé/abandonné | annulé/abandonné |
| 2021                     | Tim Merlier          | Mads Pedersen        | Florian Sénéchal |                  |
| 2022                     | Pascal Ackermann     | Hugo Hofstetter      | Tim Merlier      |                  |
| 2023                     | Gerben Thijssen      | Pascal Ackermann     | Sam Welsford     |                  |
| 2024                     | Luca Mozzato         | Dylan Groenewegen    | Gerben Thijssen  |                  |
| 2025                     | Edward Theuns        | Luke Lamperti        | Nils Eekhoff     |                  |

## Palmarès du Handzame Challenge
| Année | Vainqueur     | Deuxième          | Troisième         |
| ----- | ------------- | ----------------- | ----------------- |
| 2014  | Rob Leemans   | Joeri Calleeuw    | Benjamin Declercq |
| 2015  | Julien Kaise  | Stef Van Zummeren | Benjamin Declercq |
| 2016  | Bram Welten   | Christophe Noppe  | Jochen Deweer     |
| 2017  | Franklin Six  | Reto Müller       | Charlie Arimont   |
| 2018  | Sasha Weemaes | Matthew Walls     | Thimo Willems     |